# Ch’ŏllima-973
Ch’ŏllima-973 (także: Ch’ŏngnyŏnjŏnwi) – typ północnokoreańskiego trolejbusu wytwarzanego od połowy lat 90. XX w. w Pjongjangu. Konstrukcyjnie wywodzi się od autobusów Karosa B 731 (lub B 732) i C 734.
Ch’ŏllima-973 to jednoczłonowy trolejbus o nadwoziu opartym na dwóch osiach. Do wnętrza prowadzi troje dwupłatowych drzwi.
Niektóre trolejbusy Ch’ŏllima-973 eksploatowane są jako pojazdy techniczne.

## Galeria

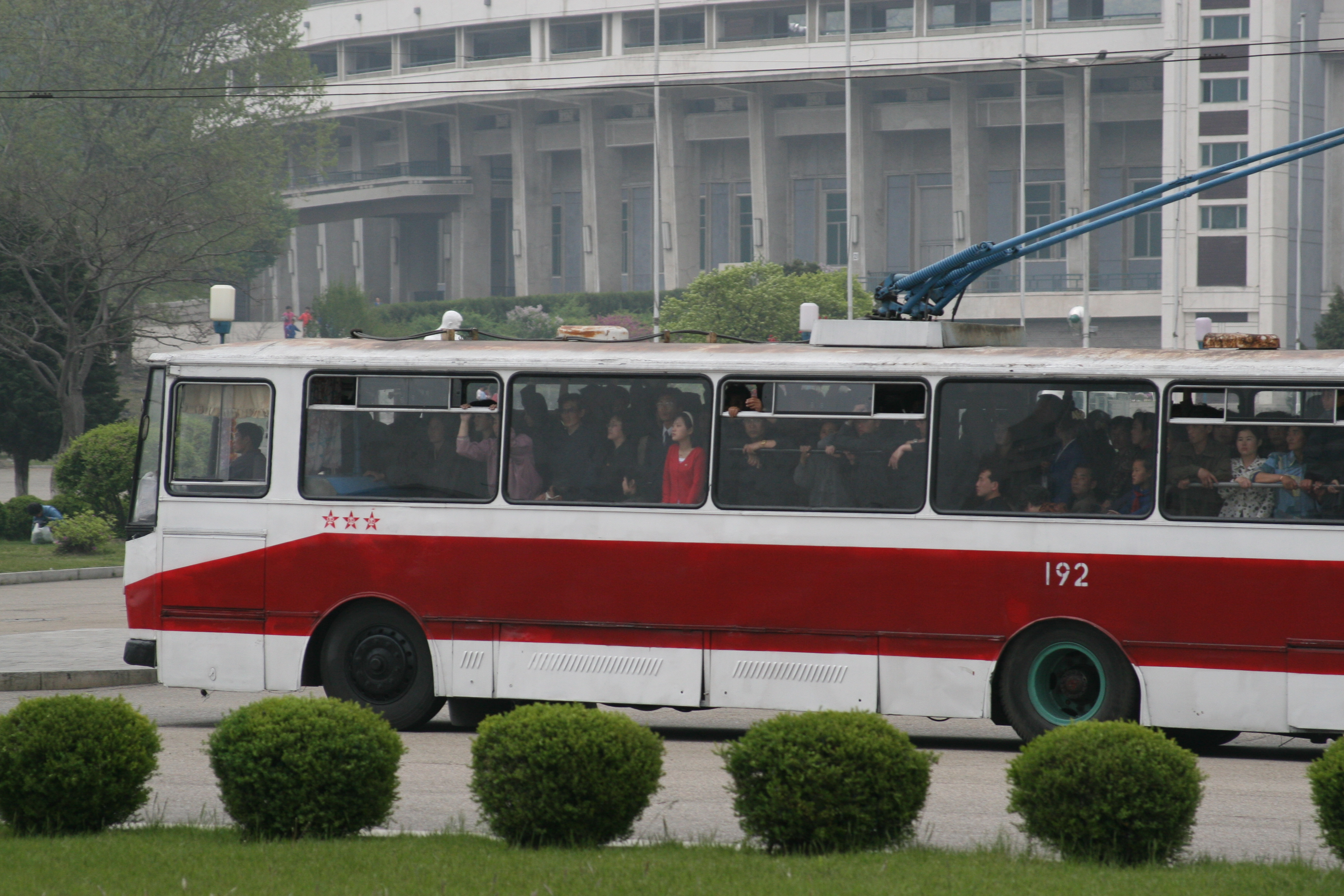
Trolejbus nr 192
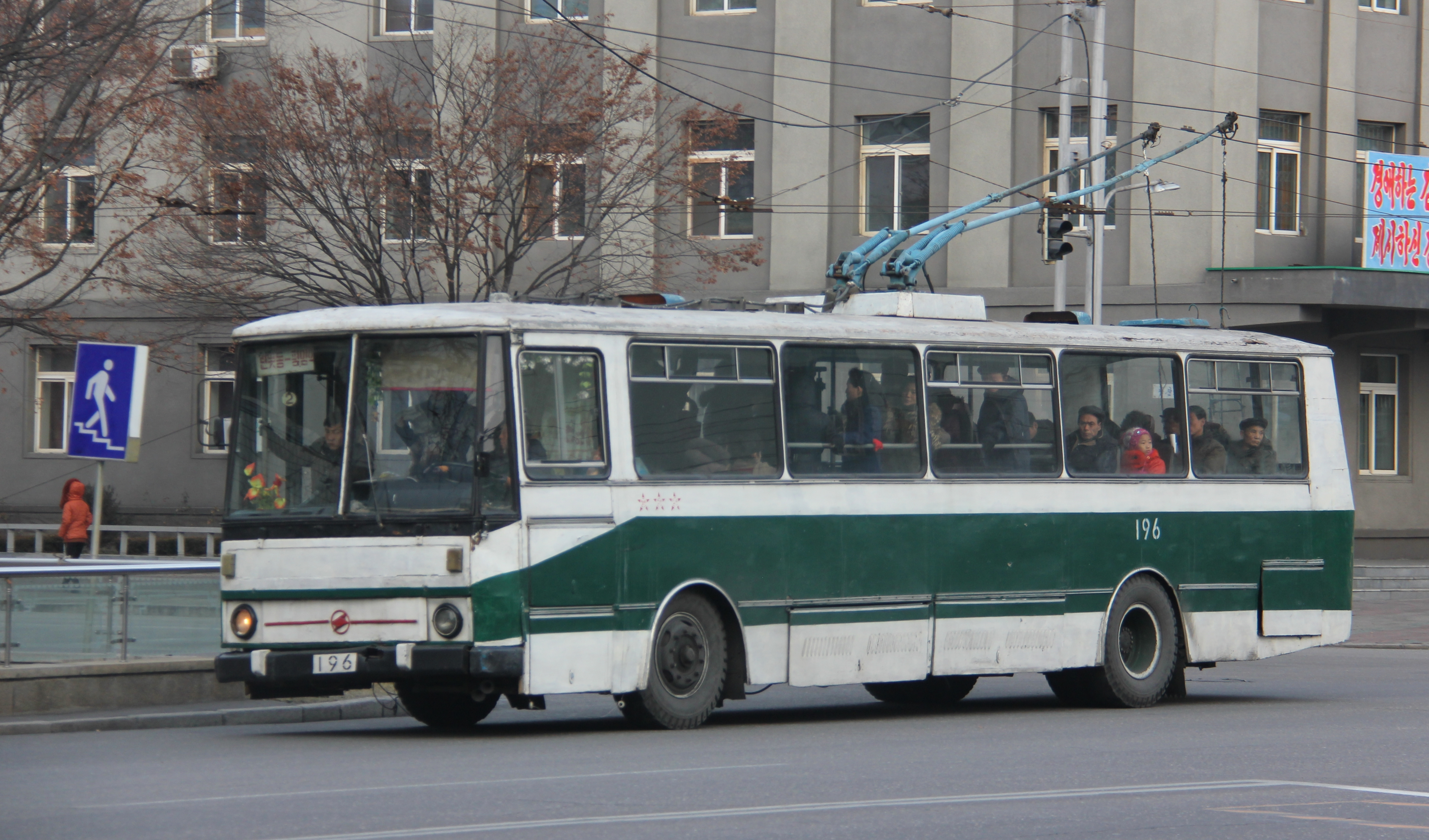
Trolejbus nr 196
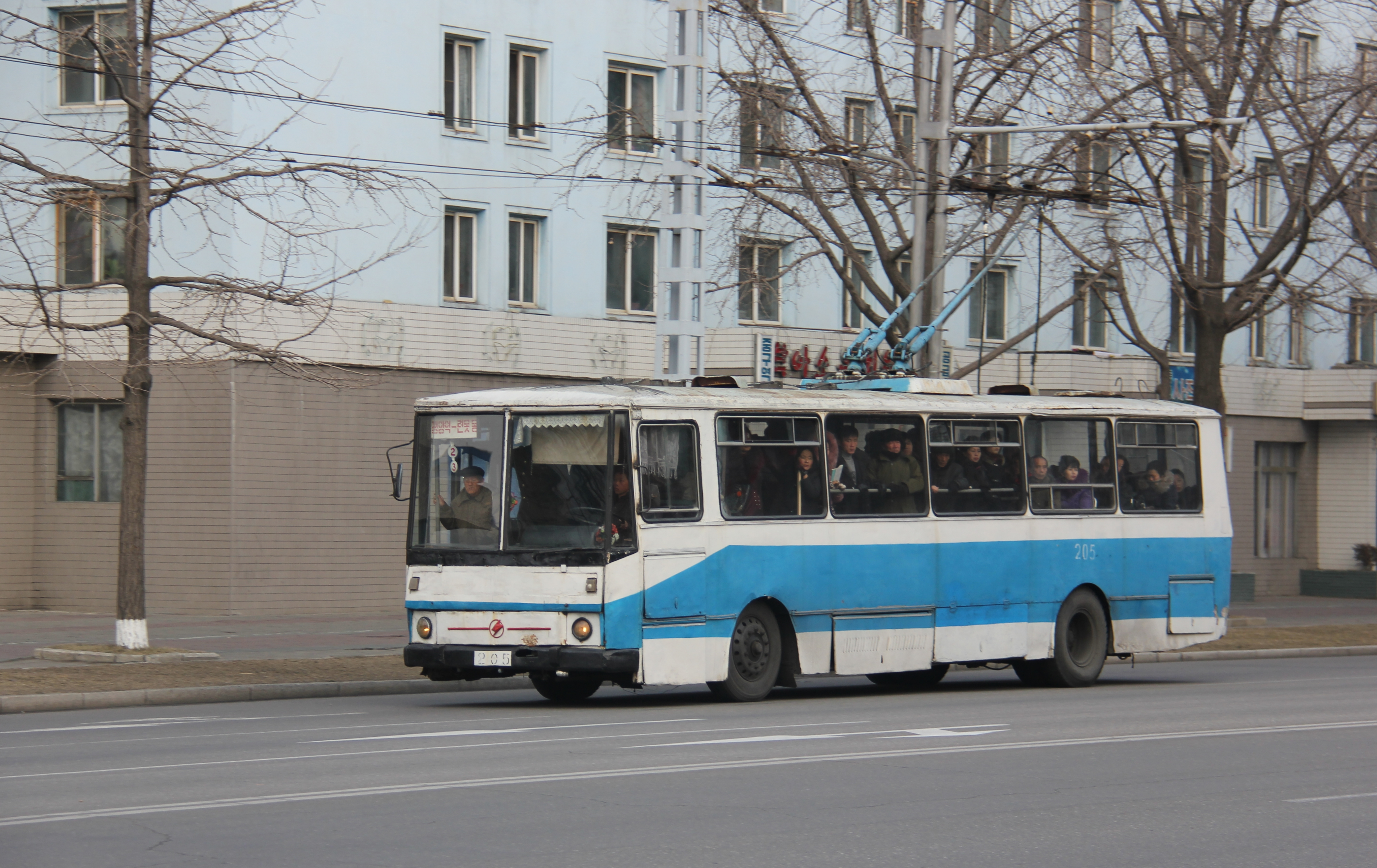
Trolejbus nr 205
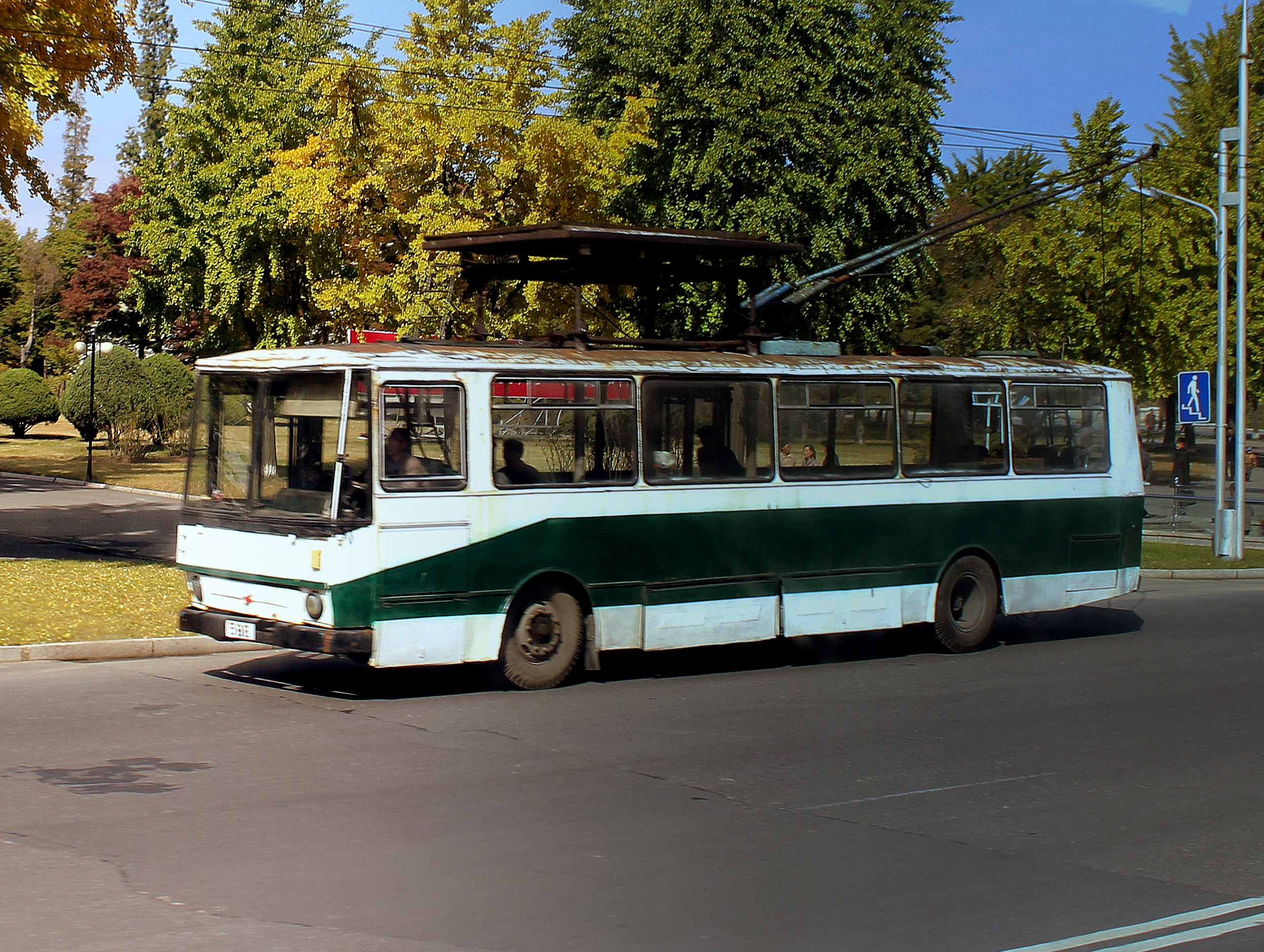
Pojazd wieżowy na bazie trolejbusu Ch’ŏngnyŏnjŏnwi